# Operació Reconquista
Operació Reconquista va ser el nom donat pels serveis secrets espanyols (Servei Central de Documentació, SECED) per contrarestar a la facció carlina esquerrana dominant durant la transició espanyola en 1976.
El carlisme durant la guerra civil espanyola havia recolzat al nacionalisme franquista sent decisiva amb els requetés. Amb Carles Hug de Borbó i Parma que encapçalava la part més nombrosa, durant el franquisme, havia evolucionat de forma radical i la seva organització s'havia convertit en promotor d'un tarannà democràtic amb un ideari socialista autogestionari. Per la seva banda el seu germà més petit Sixte de Borbó, amb menor nombre de seguidors, va ser postulat com a successor per aquells que no veien amb bé el canvi tan radical del Partit Carlí. Aquest mantenia unes tesis integristes preconciliars, sent partidari del franquisme i en contacte amb l'extrema dreta europea.
El denominat búnker franquista, amb Antonio María de Oriol y Urquijo, exministre de Justícia i president del Consell d'Estat, al capdavant, va pretendre actuar en el tradicional romiatge dels carlistes a Montejurra per anul·lar al carlisme esquerrà i promoure l'exaltació del carlisme filofranquista representat per Sixte de Borbó.
L'operació Reconquista es va gestar i va muntar en el despatx del director general de la Guàrdia Civil, el general Ángel Campano. Es van reunir en diverses ocasions José Arturo Márquez de Prado, cap del carlisme sixtí, el general Campano i el general Salvador Bujanda, sotsdirector general de la Guàrdia Civil. El pla comptava amb la col·laboració del SECED, els serveis secrets creats per l'almirall Luis Carrero Blanco i dependents de Presidència del Govern. D'acord amb el testimoniatge del general José Antonio Sáenz de Santamaría, llavors cap de l'Estat Major de la Guàrdia Civil, Campano li va manifestar que el pla era conegut i aprovat pel ministre de governació Manuel Fraga i pel president Carlos Arias Navarro.
En el pla s'aportaria la infraestructura necessària per dur a terme els que serien els Fets de Montejurra, incloent guàrdies civils vestits amb l'abillament carlista, armament, radiotelèfons i diners.
A partir d'aquest moment, com va relatar el general José Antonio Sáenz de Santamaría, la participació de mercenaris en organitzacions parapolicials, com el Batallón Vasco Español (BVE), Guerrilleros de Cristo Rey o Antiterrorismo ETA (ATE), organitzades pel SECED o per elements policials, es va fer habitual.